# Ricard Monner i Sans
Ricard Monner i Sans (Barcelona, 26 d'octubre de 1853 - Buenos Aires, 23 d'abril de 1927) fou un filòleg i escriptor català establert a l'Argentina.

## Biografia
Va néixer al carrer Sant Pere Més Baix de Barcelona, fill de l'escriptor públic Ventura Monner i Valentí, natural del Masnou, i de la seva esposa, Mercè Sans i Batet, natural de Barcelona. Ricard Monner estudià a Barcelona i el 1862 s'establí a Marsella, d'on tornà el 1870 en esclatar la guerra francoprussiana. Ací va participar en la tercera guerra carlina de banda dels carlins, però el 1876 s'establí a Madrid, on es va fer amic del poeta José Selgas y Carrasco i aconseguí editar un llibre sota la protecció del rei Alfons XII. Entre 1883 i 1885 es va interessar per la geografia i participà en les societats geogràfiques de Tolosa de Llenguadoc, Metz, Le Havre, Budapest, Tours, Lilla, Berna, Sankt Gallen, Frankfurt del Main i Neuchâtel. El 1882 fou cònsol espanyol al Regne de Hawai'i. La mort del rei el 1885 el va fer tornar a Barcelona, on fou membre de l'Acadèmia de Bones Lletres de Barcelona i Sevilla. Participà en l'Exposició Universal de 1888. El 1889 marxà a l'Argentina i s'establí a Buenos Aires, on fou catedràtic de llengua i literatura castellanes. S'interessà per la història de l'Argentina, per la depuració del castellà d'aquell país i també, de manera especial, per la història dels catalans que hi vivien.

## Obres
- Fe y Amor (1879)
- La justicia del Rey Santo (1883)
- Cuatro palabras sobre la cuestión naviera (1884) sobre la legitimitat colonitzadora espanyola a Àfrica
- Cuentos incoloros (1887)
- La República de Orange (1887)
- Oraciones, misas y cantares (1887)
- La baronesa de Wilson (1888)
- Breves noticias sobre la novela contemporánea (1889)
- Almanaque histórico argentino (1891)
- A histórico pasado, risueño porvenir (1891)
- El lector argentino (1892)
- Efemérides argentinas (1893)
- El amor de los extranjeros a la patria argentina (1894)
- Los dominicos y Colón (1895)
- Gramática Castellana (1903)
- Notas al castellano en la Argentina (1903)
- Errores usuales en la conversación diaria
- Barbaridades que se nos escapan al hablar
- Preceptiva literaria
- Antología cervantina
- Des de la falda (1912), poesia,
- Apuntes e ideas sobre educación